# Tropical-Rucksack
Der Tropical-Rucksack ist ein leichter Rucksack aus Nylon mit integriertem Rahmen, der aufgrund der Einsatzerfahrungen der US-Streitkräfte in Vietnam entwickelt wurde.

## Geschichte

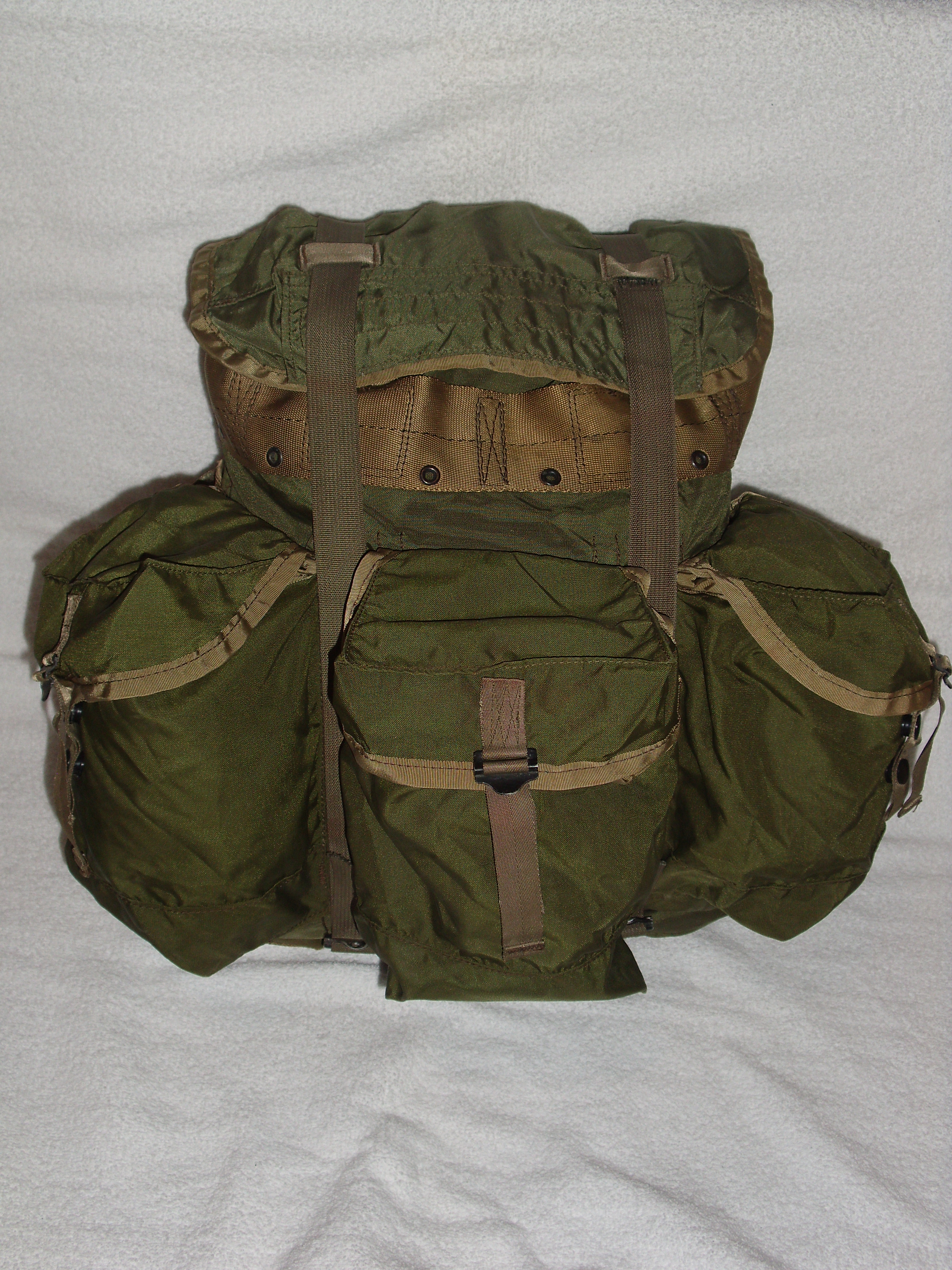
Tropical Rucksack

Aufgrund der positiven Erfahrungen mit dem „ARVN-Rucksack“ wurde die Entwicklung eines ähnlichen Rucksacks für die US-Streitkräfte angeregt.
Die Natick Laboratories entwickelten daraufhin einen Prototyp, von dem dann vier Exemplare am 2. Dezember 1965 dem ACTIV (Army Concept Team in Vietnam) vorgelegt wurden. Die USARV (US Army Vietnam) bekundete ihr Interesse am Prototyp und bestellte am 20. Juni 1966 weitere 500 Exemplare für Truppenversuche. 
Die bestellten Rucksäcke wurden im Rahmen einer ENSURE-(Expedited-Non-Standard-Urgent-Requirement-for-Equipment-)Schnellbeschaffungsmaßnahme hergestellt und am 13. Februar 1967 nach Vietnam eingeflogen. 
Die 5th Special Forces Group erhielt am 21. März 1967 ihre Rucksäcke und führte bis zum 10. Mai 1967 einen Truppenversuch durch. Der neue Rucksack erwies sich nach Meinung der Tester als große Verbesserung gegenüber existierenden Rucksäcken.
Am 11. Juli 1967 wurde der „Tropical Rucksack“ offiziell eingeführt, aber erst nach dem Vorliegen des Abschlussberichts des ACTIV wurden weitere Rucksäcke beschafft.
Nach Auswertung der Berichte verschiedener Einheiten über die Truppenversuche forderte das Army Materiel Command am 17. November 1967 Verbesserungen am Prototyp, die eine Umkonstruktion erforderten; die Modifikationen betrafen eine Verstärkung des Rucksacks sowie ein Abrunden der Ecken des Rahmens.
Am 21. Dezember 1967 wurden 120.500 Stück des verbesserten „Tropical Rucksack“ bestellt; am 4. März 1968 wurde er dann Standard-Ausrüstungsgegenstand der US-Streitkräfte. Nach diesem Beschluss wurde die Bestellung auf 204.650 Stück erhöht.
Die fertigen Rucksäcke wurden zwischen dem 25. August und 22. November 1968 per Lufttransport nach Vietnam geliefert.
Mehr Rucksäcke dieses Typs wurden nicht gefertigt, aber das Design wurde für das Medium Pack des A.L.I.C.E.-Tragesystems übernommen.

## Beschreibung

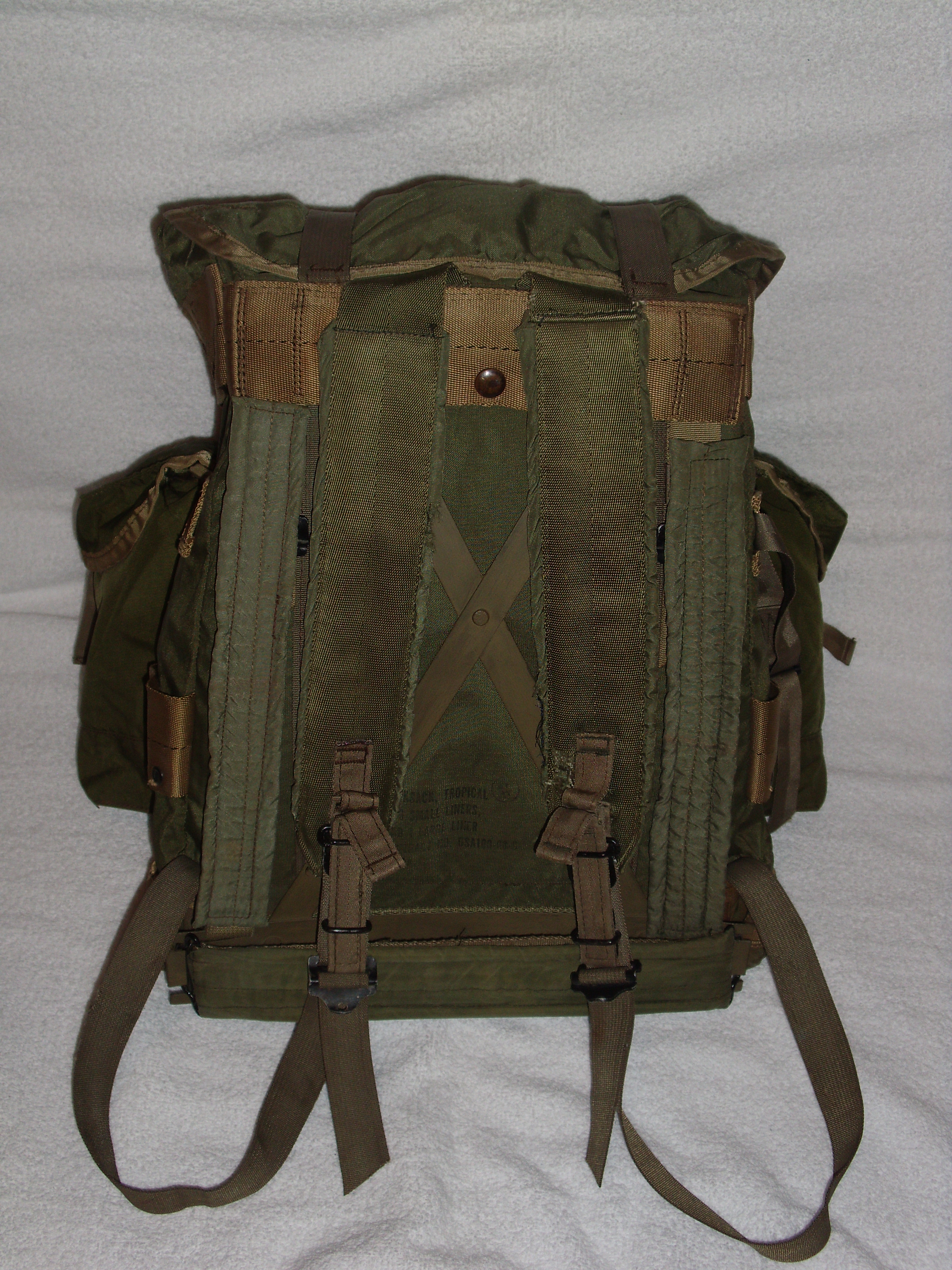
Tropical Rucksack Rückseite

Der Tropical Rucksack ist aus wasserabweisenden, olivgrünen Nylongewebe (Olive Green army shade 106) gefertigt. Die Beschläge sind weitestgehend aus schwarz eloxiertem Aluminium.
Der Tropical Rucksack vereinigt Merkmale des Lightweight Rucksack und des ARVN-Rucksack. So hat er die äußere Form und Konstruktion des ARVN-Rucksacks, besteht aber wie der Lightweight Rucksack aus Nylon und hat drei Außenfächer.
Er hat ein großes Hauptfach, das mittels eines am oberen Rand durch mit Metallösen verstärkte Löcher geführten Kordelzug verschlossen wird und zusätzlich über eine große Regenschutzklappe verfügt.
In der Regenschutzklappe befindet sich ein mit einem Klettverschluss versehenes Fach für Landkarten und ähnliche Dinge. Die Unterseite ist als zusätzliche Schutzmaßnahme gegen Regen mit Kunststoff beschichtet.
Dazu hat der Rucksack drei Außenfächer, die mit Klappen verschlossen werden; die Riemen, mit denen die Klappen gesichert werden, lassen sich nicht ganz durch die Schnallen ziehen, da ihre Enden umgenäht sind. Um die Klappe ganz zu öffnen, kann man aber das andere Ende der  Riemen von den Taschen lösen, da sie dort mit Druckknöpfen befestigt sind. Zwischen der Rückseite der Außenfächer und der Außenseite des Hauptfachs gibt es „Tunnel“, durch die längere Ausrüstungsgegenständen geschoben werden können.
Am oberen Rand des Hauptfachs unterhalb des Kordelzuges befindet sich ein umlaufendes Gurtband mit  Metallösen, an denen Ausrüstungsgegenstände der M1956-Trageausrüstung bzw. den Drahthaken der M1910-Ausrüstung der U.S. Armee befestigt werden können. Ein kurzes Gurtband mit je zwei Metallösen jeweils in der Mitte der Seiten des Hauptfaches.
Jeweils an den beiden Seiten sowie am Boden des Hauptfaches befinden sich noch je zwei kleinere Gurtbandösen, die zum Anbringen von kurzen Zurrgurten für eine Bettrolle dienen. Die Riemen der Regenschutzklappe erlauben es, eine Deckenrolle auf der Klappe zu befestigen.
Alle Fächer haben am Boden eine Drainageöffnung, die mit einer Metallöse eingefasst ist. Zusätzlich wurde der Rucksack mit vier separaten Innenbeuteln aus wasserfestem Nylon ausgestattet, die den Inhalt vor Feuchtigkeit schützten.
Der integrierte Rahmen des Rucksack ist aus Flachstahl gefertigt. Der Rahmen ist X-förmig mit je einer Querstrebe am oberen und unteren Ende. Zwei senkrechte Riemen und ein Hüftgurt halten dan Rahmen leicht gebogen, um Luftzirkulation zwischen dem Rucksack und dem Rücken des Trägers zu ermöglichen. Das obere Ende des Rahmens sitzt in der „Tasche“ am oberen Rand des Hauptfachs; das unter Ende ist in zwei Drahtbügel unten am Hauptfach eingehängt.
Die längenverstellbaren Schulterriemen sind am Rucksack angenäht; beide verfügen über einen Schnellverschluss, der ein schnelles Abwerfen des Rucksacks bei Feindkontakt ermöglicht.
Der leere Rucksack wiegt nur etwa 1,5 kg.

## Im Einsatz

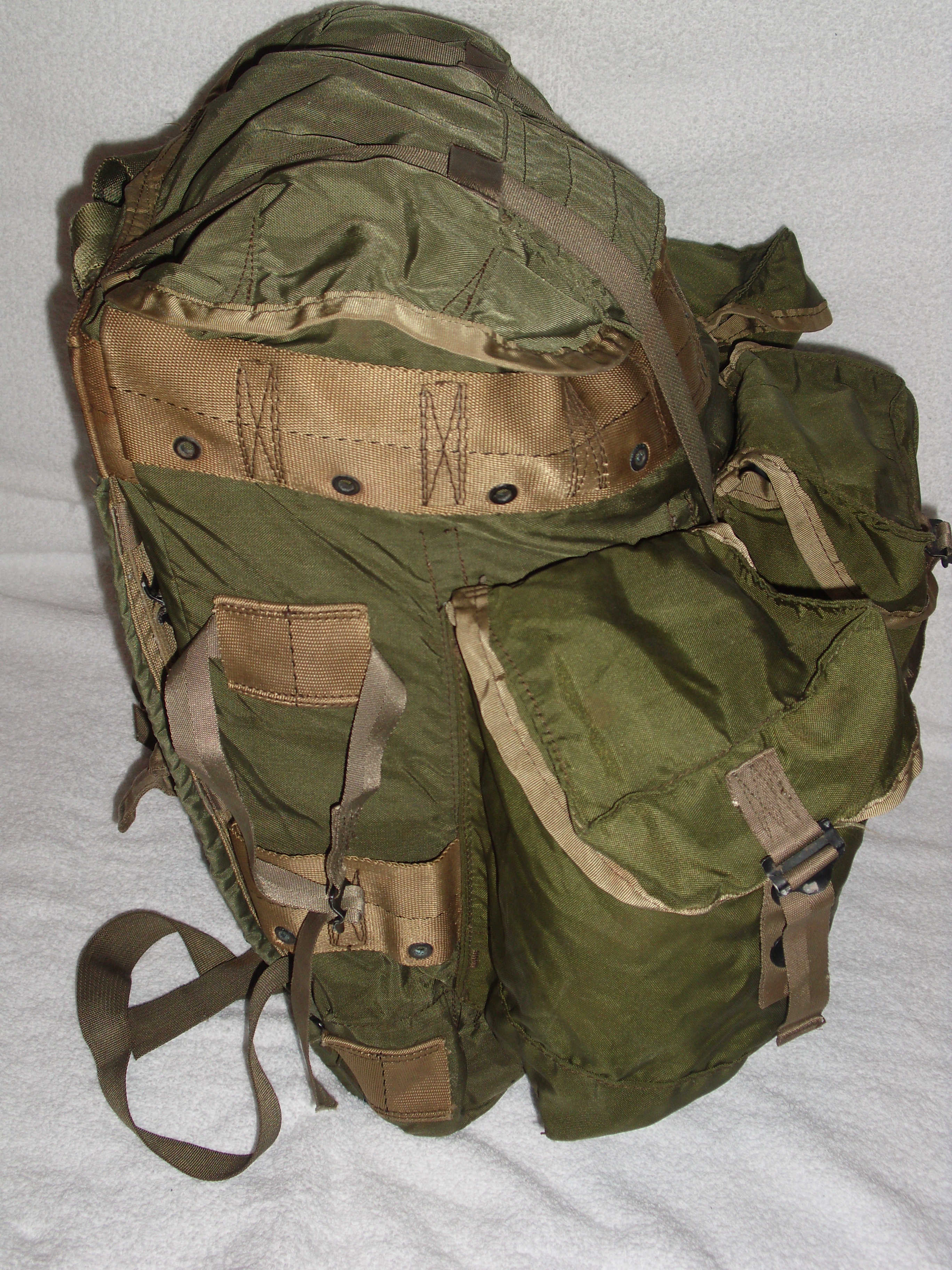
Tropical Rucksack Seitenansicht

Der Tropical Rucksack wurde von Einheiten der U.S. Armee und des U.S. Marine Corps als Alternative zu ihren zu kleinen Kampftaschen und dem Lightweight Rucksack verwendet.
Im Gegensatz zum Lightweight Rucksack ist es beim Tropical Rucksack dem Träger möglich, auch Ausrüstungsgegenstände hinten am Koppel zu befestigen.